# Franz, hertig av Bayern
Franz Bonaventura Adalbert Maria Herzog von Bayern, född den 14 juli 1933, är en tysk furste. Han är äldste son till Albrekt, den förre hertigen av Bayern, och dennes hustru Maria Drašković. 

## Biografi
Vid faderns död 1996 blev Franz hertig av Bayern och överhuvud för huset Wittelsbach; han kan som sådan göra anspråk på titeln "kung av Bayern". Enligt jakobiterna kan han dessutom hävda att han är den rättmätige kungen av England och Skottland - men liksom sin far, från vilken han ärvde även denna rätt, har han aldrig offentligt gjort anspråk på den brittiska tronen.
Franz är barnlös; hans tronarvinge är brodern Max, hertig i Bayern, född 1937.
I samband med publiceringen av Franz självbiografi i april 2023 kom han ut som homosexuell. Han lever tillsammans med sin mångårige partner Thomas Greinwald i en privat del av slottet Nymphenburg. Hans sommarresidens är slottet Berg.